# ディーン・ミュアー
ディーン・ミュアー（Dean Muir、1989年2月6日 - ）は、メジャーリーグラグビー、ヒューストン・セイバーキャッツに所属するラグビー選手。

## プロフィール
- 南アフリカ共和国・ダーバン出身[1]。
- ポジションはフッカー(HO)。
- 身長 181cm、体重 108kg。

## 来歴
ボーダー・ブルドッグス、ファルコンズ、ウェスタン・プロヴァンス、ストーマーズを経て、2018年、近鉄ライナーズ(現・花園近鉄ライナーズ)に加入。同年10月27日に行われたトップチャレンジリーグ第6節の釜石シーウェイブス戦に途中出場で日本での公式戦初出場を果たした。
2019年、近鉄ライナーズ退団後、サンディエゴ・リージョンを経て、2023年、ヒューストン・セイバーキャッツに加入。